# ベネディクトゥス3世 (ローマ教皇)
ベネディクトゥス3世（Benedictus III、? - 858年4月17日）は、855年9月29日から858年4月17日まで在位したローマ教皇。

## 概要
教皇に選ばれる前から、学識と敬虔さにおいて定評があった。彼は人々と聖職者が最初に選んだハドリアヌスが就任を拒否したことから選びなおされた。とある重要人物の一団は異なった候補者、アナスタシウスを望んだ。この一団はベネディクトゥスの選挙を認めずアナスタシウスを教皇としてたてた。しかし、世論の声は強くベネディクトゥスの聖化が受け入れられていった。ルートヴィヒ2世の使節たちはベネディクトゥスにアナスタシウスとその支持者を寛容に扱うように強制した。
分裂は皇帝の教皇に対する支配力を、とくにその選挙での支配力を弱めるのを助けた。
ベネディクトゥスはロタール1世の息子たち（未来のロタール2世とルートヴィヒ2世とシャルル）の父の死にともなう争いに干渉した。彼は他の出来事にも精力的にかかわり、コンスタンティノープルにも断固たる姿勢で臨んだ。
ウェセックスのエゼルウルフと彼の息子、未来のアルフレッド大王がベネディクト在位中にローマを訪問している。
女教皇ヨハンナの3年間の在位期間がレオ4世とベネディクトゥスの間にあったとする主張もある。そうなると彼の在位期間はわずか数ヵ月ということになるが、これは眉唾ものの主張であろう。

## 参考資料
- ブリタニカ百科事典の第9版（1875年 - 1889年）